# گونتس‌روسکا
گونتس‌روسکا (به مجاری:  Göncruszka) یک شهرداری در مجارستان است که در بورشود-آبااوی-زمپلن واقع شده‌است. گونتسروسکا ۱۶٫۶۹ کیلومتر مربع مساحت و ۶۷۰ نفر جمعیت دارد.